# Bilal Hassani
Bilal Hassani (Parijs, 9 september 1999) is een Franse zanger.

## Biografie
Hassani werd in Parijs geboren uit een Marokkaans gezin, afkomstig uit Tanger. Hassani's moeder verkreeg later de Franse nationaliteit, en de vader verhuisde naar Singapore. Op vijfjarige leeftijd begon Bilal te zingen, en in 2014 nam Bilal deel aan de Franse versie van The Voice Kids, maar werd uitgeschakeld in de battles.  
Vier jaar later nam deed Bilal mee aan Destination Eurovision, de nationale preselectie voor het Eurovisiesongfestival. Met het nummer Roi mocht Bilal Frankrijk vertegenwoordigen op het Eurovisiesongfestival 2019 in Tel Aviv en werd daar 16e met 105 punten.
Op 26 april 2019 kwam het debuutalbum Kingdom uit. Bij een heruitgave op 10 oktober 2019, die bekend staat als Kingdom Réedition, werden zes nieuwe nummers toegevoegd. 
1956: Mathé Altéry + Dany Dauberson · 
1957: Paule Desjardins · 
1958: André Claveau · 
1959: Jean Philippe · 
1960: Jacqueline Boyer · 
1961: Jean-Paul Mauric · 
1962: Isabelle Aubret · 
1963: Alain Barrière · 
1964: Rachel · 
1965: Guy Mardel · 
1966: Dominique Walter · 
1967: Noëlle Cordier · 
1968: Isabelle Aubret · 
1969: Frida Boccara · 
1970: Guy Bonnet · 
1971: Serge Lama · 
1972: Betty Mars · 
1973: Martine Clémenceau · 
1975: Nicole Rieu · 
1976: Catherine Ferry · 
1977: Marie Myriam · 
1978: Joël Prévost · 
1979: Anne-Marie David · 
1980: Profil · 
1981: Jean Gabilou · 
1983: Guy Bonnet · 
1984: Annick Thoumazeau · 
1985: Roger Bens · 
1986: Cocktail Chic · 
1987: Christine Minier · 
1988: Gérard Lenorman · 
1989: Nathalie Pâque · 
1990: Joëlle Ursull · 
1991: Amina · 
1992: Kali · 
1993: Patrick Fiori · 
1994: Nina Morato · 
1995: Nathalie Santamaria · 
1996: Dan Ar Braz & Héritage des Celtes · 
1997: Fanny · 
1998: Marie Line · 
1999: Nayah · 
2000: Sofia Mestari · 
2001: Natasha Saint-Pier · 
2002: Sandrine François · 
2003: Louisa Baïleche · 
2004: Jonatan Cerrada · 
2005: Ortal · 
2006: Virginie Pouchain · 
2007: Les Fatals Picards · 
2008: Sébastien Tellier · 
2009: Patricia Kaas · 
2010: Jessy Matador · 
2011: Amaury Vassili · 
2012: Anggun · 
2013: Amandine Bourgeois · 
2014: Twin Twin · 
2015: Lisa Angell · 
2016: Amir · 
2017: Alma · 
2018: Madame Monsieur · 
2019: Bilal Hassani · 
2021: Barbara Pravi · 
2022: Alvan & Ahez · 
2023: La Zarra · 
2024: Slimane · 
2025: Louane
- Bibliothèque nationale de France: cb178623978 (data)
- Gemeinsame Normdatei: 1227030711
- International Standard Name Identifier: 0000 0004 7608 8096
- MusicBrainz: cbc97f60-f539-406f-859e-3599188d20c8
- Virtual International Authority File: 9634156012423849700002
- WorldCat: E39PBJfrMgd8pJmYf3CYhDGj4q